# Овчинников, Георгий Олегович
Георгий Олегович Овчинников (род. 3 января 2005, Москва) — российский хоккеист, нападающий московского «Спартака», выступающий также за фарм-клуб воскресенский «Химик».

## Биография
Начал заниматься хоккеем в школе «Снежные барсы» в Новокосино, первый тренер — Сергей Борисович Скопинцев. В 2013 году был приглашён в академию московского ЦСКА, в 2015 году на два года перешёл в школу московского «Динамо», после чего вернулся в ЦСКА. В выпускной год вместе с Никитой Сусуевым и Фёдором Храповым был приглашён в систему московского «Спартака». После перехода начал выступать за МХК «Спартак» в Молодёжной хоккейной лиге. Дебютировал в МХЛ 14 сентября 2022 года в матче против клуба «СКА-Варяги» (8:1), первое очко набрал 16 сентября 2022 года в матче против «СКА-Карелии» (3:2), а первую шайбу забросил 3 ноября 2022 года в матче против «Сахалинских акул» (2:5). В своём дебютном сезоне в МХЛ провёл 35 матчей и набрал девять (2+7) очков. В своём втором сезоне за молодёжную команду «Спартака» Овчинников стал одним из лучших снайперов команды, набрав 35 (21+14) очков за 56 матчей чемпионата и плей-офф МХЛ.
21 мая 2024 года заключил новый двусторонний контракт со «Спартаком» на три года. Перед началом сезона 2024/25 проходил предсезонную подготовку вместе с фарм-клубом «Спартака» во Всероссийской хоккейной лиге, воскресенским «Химиком». Дебютировал в ВХЛ 5 сентября 2024 года в матче против «Омских крыльев» (4:0), первую шайбу забросил в своём втором матче в лиге, 7 сентября 2024 года, против «Зауралья» (3:4). 20 ноября 2024 года дебютировал за «Спартак» в Континентальной хоккейной лиге в матче против «Амура» (7:3), проведя на площадке пять минут и одну секунду. В своей второй игре в КХЛ, 23 ноября 2024 года в матче против «Витязя» (5:4 ОТ), Овчинников забросил свою первую шайбу в лиге, а также отметился голевой передачей. 24 мая 2025 года вместе с МХК «Спартак» стал обладателем Кубка Харламова.

## Достижения
- Обладатель Кубка Харламова: 2025